# Старожильск
Старожильск — посёлок в Медведевском районе Марий Эл России. Входит в состав Азяковского сельского поселения.
Численность населения — 103 чел. (2021 год).

## География
Располагается посреди леса на правом берегу реки Большая Кокшага напротив впадения в неё Шапинки, в 22 км к западу от административного центра сельского поселения — деревни Среднее Азяково и в 34 км от Йошкар-Олы. Через посёлок проходит автодорога Йошкар-Ола — Козьмодемьянск — Нижний Новгород.

## История
В 1930-е годы Старожильск входил в состав Килемарского района.

## Население
| 2010 | 2013 | 2014 | 2016 | 2018 | 2021 |
| ---- | ---- | ---- | ---- | ---- | ---- |
| 110  | ↗130 | ↘124 | ↘120 | →120 | ↘103 |

Национальный состав на 1 января 2014 г.:
| Национальность | Численность, чел. | Доля    |
| -------------- | ----------------- | ------- |
| всего          | 124               | 100,0 % |
| Марийцы        | 49                | 39,5 %  |
| Русские        | 70                | 56,5 %  |
| Татары         | 1                 | 0,8 %   |
| Чуваши         | 1                 | 0,8 %   |
| другие         | 6                 | 4,8 %   |

## Описание
Улично-дорожная сеть посёлка имеет грунтовое покрытие. Централизованное водоснабжение и водоотведение отсутствуют. Посёлок не газифицирован.
Жизнь посёлка тесно связана со Старожильским участковым лесничеством и расположенным севернее заповедником «Большая Кокшага».
В посёлке работает фельдшерско-акушерский пункт.